# Kufstein
Kufstein (frühere Namen: Caofstein, Kopfstein, Kuefstein; im lokalen bairisch-österreichischen Dialekt Kufschtåa [ˈkxʊfʃtɔ̃ɐ̯̃] oder Kopfschtåa [ˈkxopfʃtɔ̃ɐ̯̃]) ist eine Stadtgemeinde in Tirol an der Grenze zum Freistaat Bayern und Verwaltungssitz des Bezirks Kufstein. Die Stadt liegt im Tiroler Unterland und Unterinntal und ist mit 20.212 Einwohnern (Stand 1. Jänner 2025) nach Innsbruck die zweitgrößte Stadt des Bundeslandes Tirol. Die Gemeinde liegt im Gerichtsbezirk Kufstein.

## Geografie

### Lage
Die Stadt liegt beiderseits des Inns, zwischen dem Hausberg Pendling und dem Maistaller Berg im Westen, dem Thierberg im Norden, dem Kaisergebirge und dem Stadtberg im Osten sowie dem Kufsteiner Wald im Süden. Die Stadt befindet sich auf rund 500 Meter Meereshöhe am Ausgang des alpinen Inntales und nur wenige Kilometer vom bayerischen Alpenvorland entfernt. Im Gemeindegebiet liegt auch das Kaisertal, das lange Zeit letzte Tal Österreichs ohne Straßenanbindung (2006 wurde nach langem politischem Diskurs der Anna-Tunnel zwischen Kufstein und Ebbs gebaut).
Im Stadtgebiet münden zahlreiche Bäche in den Inn, die beiden größten Zuflüsse sind rechts des Inns die Weißache im Süden und der Kaiserbach, der die Stadtgrenze im Norden bildet. Weitere rechte Innzuflüsse sind der Mitterndorfer-, der Kien- und der Kreuzbach, linke Zuflüsse der Rochen- und der Morsbach. Vier Hügel bzw. kleinere Berge befinden sich mitten in der Stadt: Zellerberg, Festungsberg, Kalvarienberg (Heldenhügel) und Lausbichl. Im Umkreis von wenigen Kilometern befinden sich mehrere Seen: Stimmersee, Thiersee, Pfrillsee, Längsee, Hechtsee, Egelsee, Kieferer See, Kreutsee, Hödenauersee und Hintersteiner See; Stimmersee, Thiersee, Kieferer See, Kreutsee und Hödenauersee gehören zu den Nachbargemeinden. Im Südwesten gab es bis ins vergangene Jahrhundert einige Seen und Teiche, die bis auf die kleine Maistaller Lacke verlandet sind. Diese steht, wie auch der Egelsee, seit einigen Jahren unter Naturschutz.
Der Talboden verläuft in der ganzen Stadt zum Inn hin leicht abfallend, was zum Beispiel am Unteren Stadtplatz gut ersichtlich ist.

### Stadtgliederung
| Katastralgemeinden                                            | Ortschaften in der Gemeinde |
| ------------------------------------------------------------- | --- |
| Kufstein (32,23 km²) Morsbach (2,15 km²) Thierberg (4,99 km²) | Endach (D) Kufstein (Stt) Kienbichl (Stt) Obere Sparchen (Stt) Untere Sparchen (Stt) Kufstein-Kaisertal Kaisertal (ZH) Kufstein-Stadtberg Stadtberg (ZH) Mitterndorf (Stt) Morsbach (Stt) Thierberg (ZH) Hechtsee (ZH) Ramsau (R) Weissach (Stt) Zell (Stt) Kleinholz (Stt) |
| Legende                                                       | |

| In der Spalte Katastralgemeinden sind sämtliche Katastralgemeinden einer Gemeinde angeführt. In der Klammer ist die jeweilige Fläche in km² angegeben. |
| In der Spalte Ortschaften sind sämtliche von der Statistik Austria erfassten Siedlungen, die auch eine eigene Ortschaftskennziffer aufweisen, angeführt. In der Hierarchieebene derselben Spalte, rechts eingerückt, werden nur Ansiedlungen, die mindestens aus mehreren Häusern bestehen, dargestellt. Die wichtigsten der verwendeten Abkürzungen sind: - M = Hauptort der Gemeinde - Stt = Stadtteil - R = Rotte - W = Weiler - D = Dorf - ZH = Zerstreute Häuser - Sdlg = Siedlung - Hgr = Häusergruppe - E = Einzelgehöft (nur wenn sie eine eigene Ortschaftskennziffer haben) Die komplette Liste der Statistik Austria ist in: Topographische Siedlungskennzeichnung nach STAT Zu beachten ist, dass manche Orte unterschiedliche Schreibweisen haben können. So können sich Katastralgemeinden anders schreiben als gleichnamige Ortschaften bzw. Gemeinden. Quelle: Statistik Austria – |

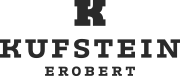
Logo der Stadt Kufstein

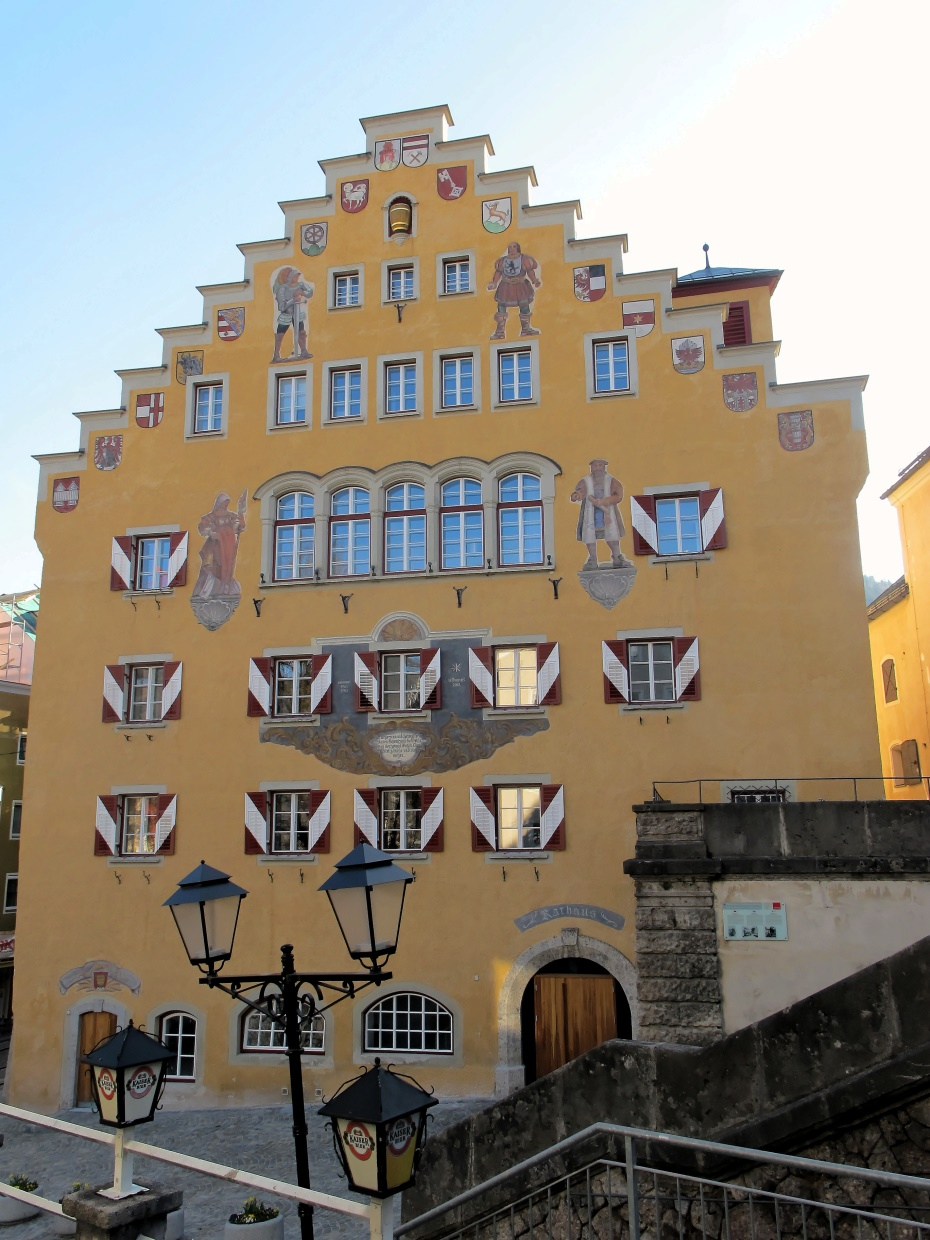
Rathaus Kufstein

Das Gemeindegebiet umfasst folgende neun Ortschaften (in Klammern Einwohnerzahl Stand 1. Jänner 2025):
- Endach (2441)
- Kufstein (10.566)
- Kufstein-Kaisertal (0)
- Kufstein-Stadtberg (21)
- Mitterndorf (1913)
- Morsbach (131)
- Thierberg (303)
- Weissach (2214)
- Zell (2623)

### Stadtteile
Kufstein besteht von jeher aus einer Handvoll Stadtteilen, die sich aus ehemaligen Weilern und kleinen Ansiedlungen entwickelt haben. Durch die starke Bautätigkeit im 20. Jahrhundert vergrößerten sie sich immer mehr, trotzdem sind die Abgrenzungen der Stadtbezirke teilweise noch erkennbar. Der dörfliche Charakter ist nur noch im westlichsten Stadtteil Morsbach zu erkennen, in dem es in den letzten Jahrzehnten keine große Bautätigkeit gab.
|  | - Zentrum - Kienbichl - Fischergries - Bahnhof - Altstadt Kufstein - Sparchen - Friedensiedlung - Südtiroler-Siedlung - Untere Sparchen - Obere Sparchen | - Weissach - Mitterndorf - Endach - Oberendach - Weidach - Zell - Kleinholz - Morsbach - Thierberg |

Das Stadtzentrum besteht hauptsächlich aus Gebäuden mit drei bis sechs Stockwerken, es gibt nur wenige Hochhäuser am Stadtrand. Die 1809 nicht abgebrannte Altstadt ist der älteste Teil Kufsteins. Seit den 1990er-Jahren wird wieder verstärkt gebaut, weshalb sich zwischen 1991 und 2001 die Einwohnerzahl um 2500 erhöhte. Mit dem Bau von Einkaufszentren, eines Kongressgebäudes und dem Ausbau der Fachhochschule wird die Bevölkerungszahl weiter ansteigen.

### Nachbargemeinden
| Thiersee      | Kiefersfelden (LK Rosenheim, Deutschland)   | Ebbs                                |
| Langkampfen   | Kompassrose, die auf Nachbargemeinden zeigt | Kirchdorf in Tirol (Bez. Kitzbühel) |
| Schwoich Söll | Scheffau am Wilden Kaiser                   | Ellmau                              |

### Großraum Kufstein
Der Großraum Kufstein besteht aus der Stadt Kufstein und den angrenzenden Gemeinden Kiefersfelden (Bayern), Ebbs, Niederndorf, Schwoich und Langkampfen. In diesem relativ kleinen Gebiet lebten 2003 circa 45.000 Menschen, die Bevölkerungszahl ist stark ansteigend. Im gesamten Ballungsraum Unterinntal leben über 380.000 Menschen.

### Naturschutzgebiete

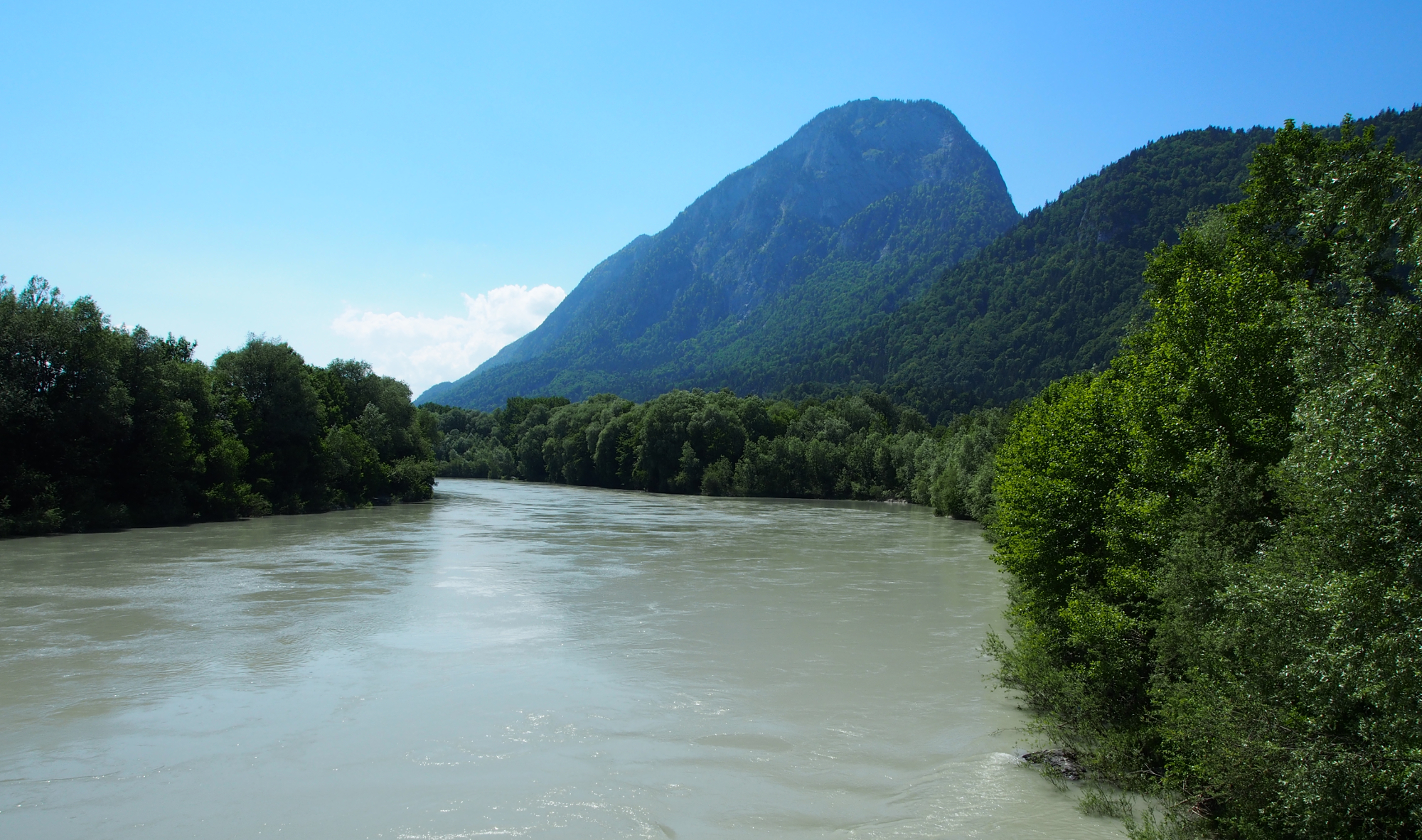
Kufsteiner und Langkampfener Innauen mit dem Pendling

Kufstein hat Teil an zwei Naturschutzgebieten: Das Kaisergebirge (93 km²) wurde 1963 und die Kufsteiner und Langkampfener Innauen (17,76 ha) 1972 durch die Tiroler Landesregierung zum Naturschutzgebiet erklärt. In den Innauen befindet sich zudem mit dem Lurchweiher ein alter Seitenarm des Inns, der 1986 zum Naturdenkmal erklärt wurde. Siehe dazu auch Liste der Naturschutzgebiete in Tirol und Liste der Naturdenkmäler im Bezirk Kufstein.

### Klima
|                        | Jan  | Feb  | Mär  | Apr  | Mai  | Jun  | Jul  | Aug  | Sep  | Okt  | Nov  | Dez  |   |      |
| Mittl. Temperatur (°C) | −1,7 | −0,3 | 3,8  | 8,5  | 13,4 | 16,2 | 18,2 | 17,5 | 13,7 | 9,2  | 3,3  | −0,5 | ⌀ | 8,5  |
| Mittl. Tagesmax. (°C)  | 2,2  | 4,5  | 9,7  | 15,1 | 20,0 | 22,3 | 24,5 | 23,8 | 19,5 | 14,7 | 7,4  | 2,7  | ⌀ | 13,9 |
| Mittl. Tagesmin. (°C)  | −4,5 | −3,4 | 0,2  | 3,8  | 8,4  | 11,6 | 13,5 | 13,2 | 9,9  | 6,0  | 0,8  | −2,9 | ⌀ | 4,8  |
|                        |      |      |      |      |      |      |      |      |      |      |      |      |   |      |
| Niederschlag (mm)      | 76   | 79   | 103  | 88   | 116  | 159  | 174  | 171  | 111  | 77   | 88   | 87   | Σ | 1329 |
|                        |      |      |      |      |      |      |      |      |      |      |      |      |   |      |
| Luftfeuchtigkeit (%)   | 71,0 | 63,0 | 55,0 | 48,3 | 49,8 | 53,3 | 53,5 | 55,9 | 59,3 | 61,6 | 70,2 | 76,5 | ⌀ | 59,8 |

| −4,5 |

| −3,4 |

| 0,2 |

| 3,8 |

| 8,4 |

| 11,6 |

| 13,5 |

| 13,2 |

| 9,9 |

| 6,0 |

| 0,8 |

| −2,9 |

| −4,5 |

| −3,4 |

| 0,2 |

| 3,8 |

| 8,4 |

| 11,6 |

| 13,5 |

| 13,2 |

| 9,9 |

| 6,0 |

| 0,8 |

| −2,9 |

## Geschichte

### Tischofer Höhle
Das Gebiet um Kufstein ist schon seit rund 30.000 Jahren besiedelt, wie Funde von knöchernen Pfeilspitzen eiszeitlicher Jäger in der Tischofer Höhle im Kaisertal beweisen. Viele dieser Funde sind im Heimatmuseum auf der Festung Kufstein ausgestellt. Somit ist Kufstein vermutlich das älteste besiedelte Gebiet Tirols.

### Von der Antike bis zum Mittelalter
Kufstein wurde im römischen Feldzug gegen die Rätier und Vindeliker 15 vor Christus eingenommen und den römischen Provinzen Rätien (Stadtteil Zell) und Noricum (restliche Stadt) zugeteilt, als diese in der ersten Hälfte des folgenden Jahrhunderts gebildet wurden. Von dieser Zeit zeugen noch Spuren der alten römischen Militärstraße im Inntal. 500 Jahre lang stand das Gebiet unter römischer Herrschaft und wurde danach wiederholt von den Bayern besetzt. Die Örtlichkeit ist als „Caofstein“ erstmals in einem Güterverzeichnis des Bischofs Arn von Salzburg aus der Zeit um 788–790 mit eigener Kirche (ecclesia) nachgewiesen. Zu dieser Zeit war der Raum Kufstein Teil des Gaus („pagus Inter Valles“) im Unterinntal und unterstand dem Herzogtum Bayern. Die Festung Kufstein (Burg) wurde erstmals 1205 als Besitzung des Bischofs von Regensburg und des Herzogs von Bayern erwähnt. Bis 1213 gelang es den Bayern, die alleinige Herrschaft zu erlangen. Aufgrund seiner strategisch wichtigen Lage wurde der Ort von den jeweiligen Herrschern gefördert und befestigt, bis ihm 1393 das Stadtrecht verliehen wurde.

### Bayern und Tirol

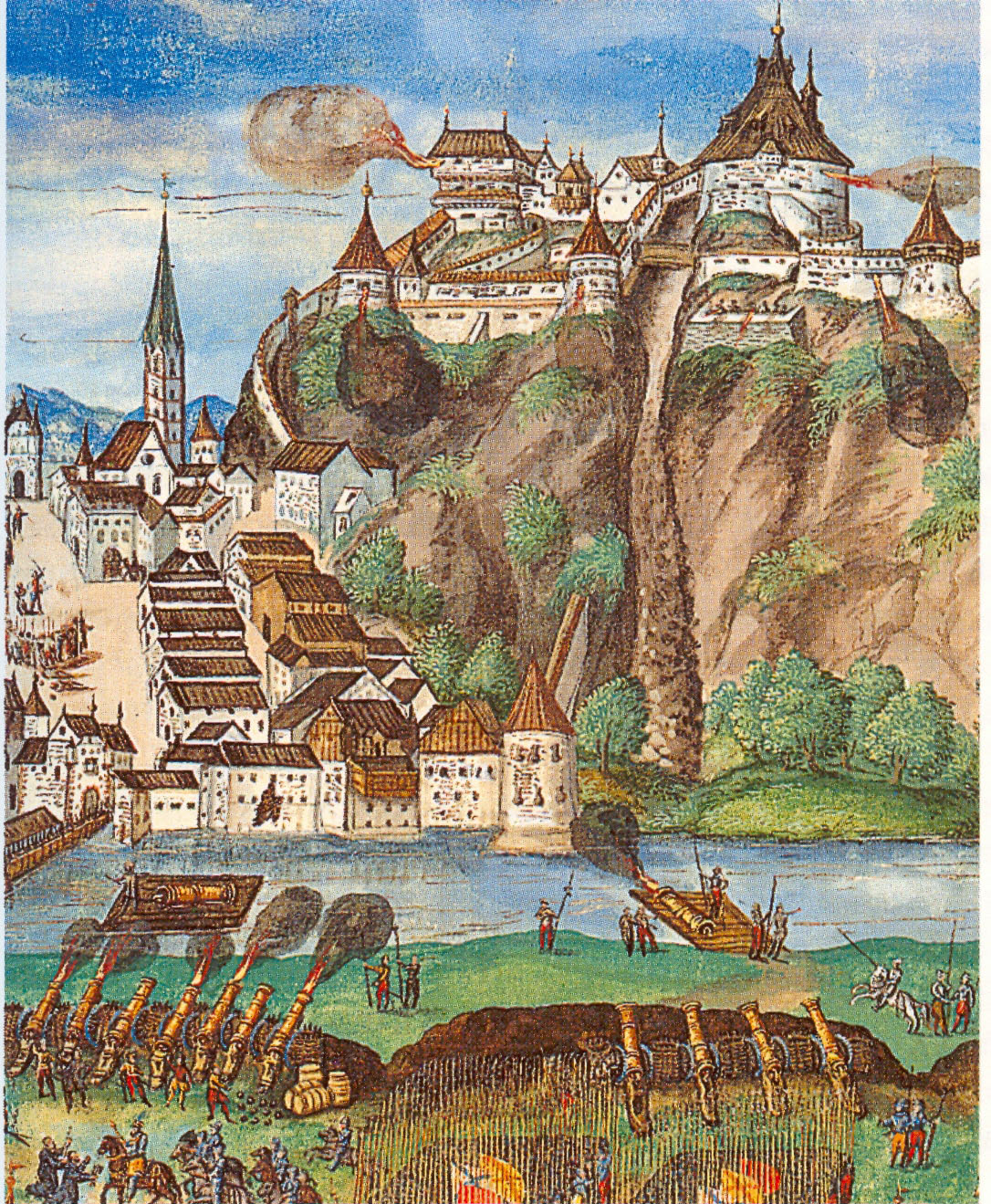
Belagerung von Kufstein

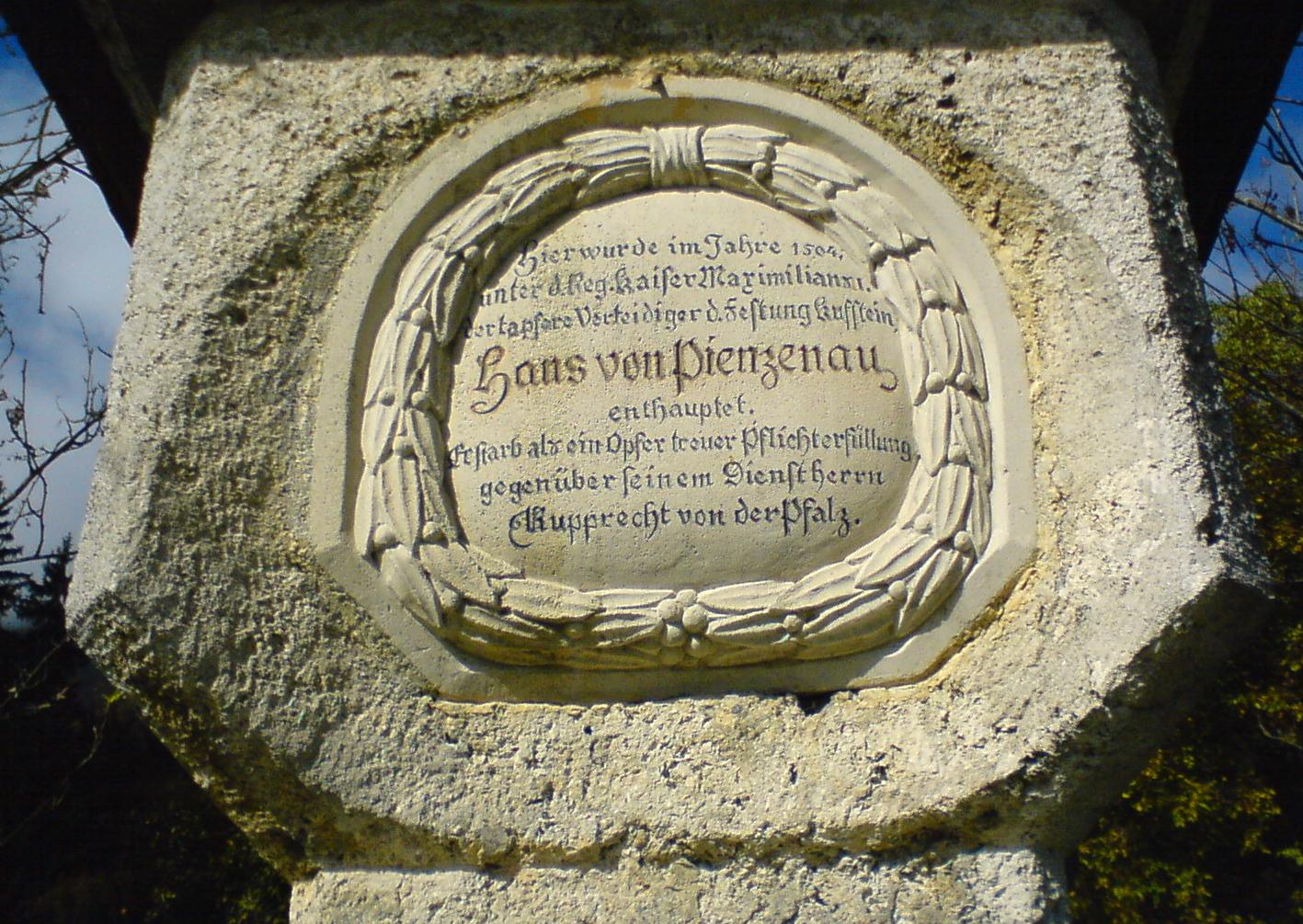
Inschrift am Denkmal für Hans von Pienzenau an der Kufsteiner Straße in Langkampfen

Kufstein war immer wieder Gegenstand von Grenzstreitigkeiten zwischen Bayern, Tirol und dem Habsburger-Reich Österreich, was der Stadt aber auch viel Nutzen als Grenz- und Zollposten brachte. Kufstein war lange Zeit Teil des bayerischen Herzogtums und kam erstmals 1342 als Brautgeschenk an Tirol, als Gräfin Margarete von Tirol den bayerischen Herzogsohn Ludwig den Brandenburger ehelichte, musste aber bereits 1369 im Frieden von Schärding an Bayern zurückgegeben werden. Durch die bayerischen Landesteilungen gehörte es nach 50-jähriger Zugehörigkeit zu Bayern-Ingolstadt schließlich, bis zu deren Aussterben im Mannesstamm, zum Herrschaftsbereich der Reichen Herzöge von Landshut.
Kaiser Ludwig der Bayer, der von 1314 bis 1347 regierte, verlieh der Stadt selbständige Gerichtsbarkeit. Gegen Ende des 14. Jahrhunderts erhielt Kufstein vom bayrischen Herzog Stefan dem Jüngeren das Stadtrecht. Herzog Ludwig dem Gebarteten sind die starken Befestigungsanlagen zu verdanken, mit denen er die Burg 1415 ausstatten ließ.

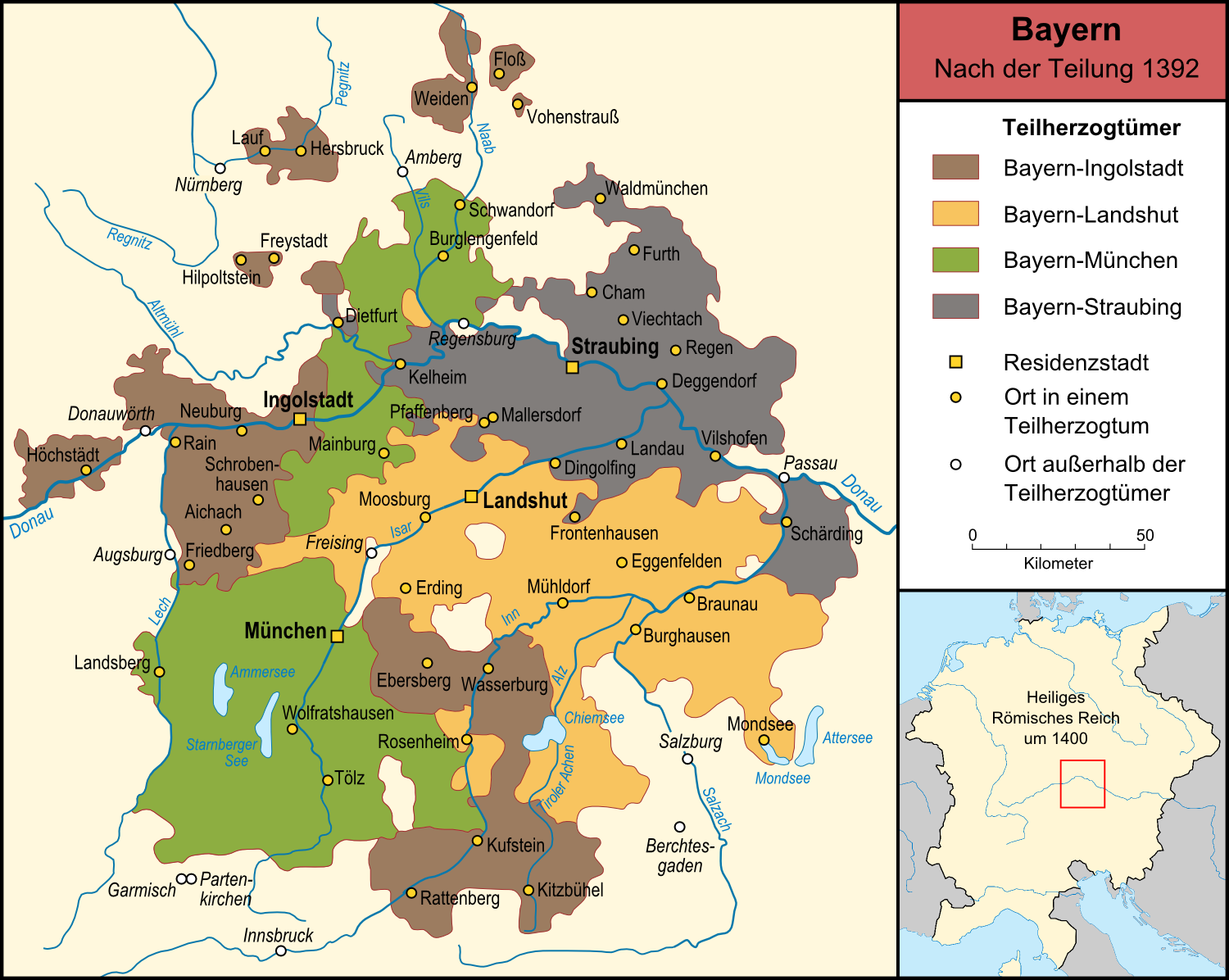
Die vier bayerischen Teilherzogtümer nach der Landesteilung von 1392

Auf dem Reichstag zu Köln 1505 entschied der Habsburger Maximilian I. durch einen Schiedsspruch den Landshuter Erbfolgekrieg und sicherte sich dabei selbst formell das Gebiet um Kufstein.
Vorangegangen war, dass der bayrische Kommandant der Burg Kufstein, Hans von Pienzenau, zunächst einen Eid auf Maximilian geschworen hatte, dann aber gegen 30.000 Gulden auf die Seite der Pfälzer wechselte. Er ließ sich nicht dazu bewegen, die Stadt zu übergeben. Es folgte ein heftiger Kampf um die Burg. Maximilian ließ die Burg neben anderen Hauptstücken und der Scharfmetze „Löwen“ auch von den Riesenkanonen Purlepaus und Weckauf, die eigens aus Innsbruck herangeschafft wurden, mit 100-kg-Eisenkugeln beschießen. Burg und Stadt wurden daraufhin von Maximilian eingenommen und von Pienzenau entgegen den üblichen Sitten hingerichtet (geköpft). Aus einer Urkunde geht hervor, dass die formelle Übergabe von Herrschaft, Schloss und Stadt Kufstein mitsamt dem Landgericht am 8. Februar 1506 geschah.
Maximilian ließ die Schäden, die durch die Belagerung und den Beschuss mit den Kanonen entstanden waren, beseitigen und die Burg durch seinen Baumeister Martin Zeller zu einer Festung ausbauen. Die Stadt und die umliegenden Gebiete gehörten fortan zu Tirol und damit zu Österreich. Es galt aber in Kufstein bis in das 19. Jahrhundert hinein weiterhin das oberbayerische Landrecht Ludwigs des Bayern.
Fälschlich wird der Burg (angeblich in Erinnerung an Gerold, den sagenumwobenen Schwager Karls des Großen) immer wieder der Name Geroldseck zugeschrieben. Dabei handelt es sich allerdings um eine Verwechslung mit der Burg Hohengeroldseck im Schwarzwald. Auch diese damals pfälzische Burg wurde im Landshuter Erbfolgekrieg belagert.
Kaiser Maximilian ließ 1522 für 7000 Gulden den großen runden Kaiserturm errichten, der zum Wahrzeichen Kufsteins wurde und mit 5 bis 7 m starken Mauern und Zwischengewölben den Besucher beeindruckt. Hinter diesen dicken Mauern verbirgt sich sogar der Festsaal.
Im 16. und 17. Jahrhundert war Kufstein dank eines lebhaften Fuhrwerksverkehrs und der Innschifffahrt eine wichtige Transit- und Mautstelle. Auch der Handel und das Gewerbe blühten in dieser politisch relativ ruhigen Zeit.
Das änderte sich mit dem Beginn des Spanischen Erbfolgekrieges, als 1703 Kurfürst Max Emanuel von Bayern als Bundesgenosse Frankreichs in Tirol eindrang und erfolgreich die Stadt belagerte, die dabei durch einen Brand zu großen Teilen zerstört wurde. Auf Befehl des Tiroler Militärdirektors v. Gschwindt waren nämlich die Vorstädte nördlich der Stadtmauern angezündet worden. Als der oft auftretende flussaufwärts wehende Wind (der „Boarische“) die Flammen über die Mauer trug, gerieten Stadt und Festung in Brand, und die Pulvervorräte auf der Burg explodierten. Im dadurch ausgelösten Chaos gelang es einem bayerischen Trupp, durch ein offenes Fenster in die Burg einzudringen und die dortige Besatzung zu überrumpeln. Bereits 1704 mussten die Bayern allerdings wieder abziehen, da Kufstein durch den Ilbesheimer Vertrag Österreich zuerkannt wurde.
1740 wurden die letzten Befestigungsanlagen unter dem Hofbaumeister Johann Gumpp der Jüngere errichtet. Hierzu gehört die Josefsburg mit ihrem 150 m langen Kasemattenring.
1805 wurde Kufstein im Zuge des Dritten Koalitionskrieges gegen Napoleon nach kampfloser Kapitulation der Festung erneut von den Bayern eingenommen und zusammen mit ganz Tirol im Frieden von Pressburg auch formal dem Königreich Bayern zugesprochen. Es konnte auch im Tiroler Volksaufstand 1809 nach wochenlanger Belagerung nicht zurückgewonnen werden, da die bayerische Garnison sich auf die Festung stützte, die für die Aufständischen uneinnehmbar war. Der Aufstand wurde 1813 endgültig brutal niedergeschlagen. Als Bayern das Bündnis mit Napoleon verließ und auf die Seite der Alliierten wechselte, vereinbarten Bayern und Österreich im Rieder Vertrag die Rückgabe Tirols (und damit auch Kufsteins) an Österreich. Österreich sicherte im Gegenzug Bayern seinen Besitzstand und entsprechende Entschädigung für den Verlust Tirols durch Besitzerweiterungen am Untermain und links des Rheins zu. Das Abkommen wurde 1814 vollzogen, wodurch Kufstein dauerhaft österreichisch wurde und Bayern das Großherzogtum Würzburg und die Rheinpfalz gewann.
Die Festung Kufstein verlor somit ihre militärische Bedeutung und wurde bis ins späte 19. Jahrhundert als Staatsgefängnis für politische Gefangene österreichischer, polnischer, italienischer und ungarischer Herkunft genutzt. Auch Kriminelle saßen hier ein, so der zum Tode verurteilte Wegelagerer Rózsa Sándor, der allerdings später begnadigt wurde.

### Zeit der industriellen Revolution
1842 siedelte sich mit dem Kinkschen Zementwerk in Endach die erste Industrie an. 1858 öffnete sich mit der Eisenbahnlinie Kufstein–Innsbruck Kufsteins Zugang zum Tourismus. 1894 wurde die erste Wasserleitung aus dem Kaisertal errichtet. 1898 leuchtete in Kufstein das erste elektrische Licht. Anfang des 20. Jahrhunderts standen mehrere Eisenbahnprojekte schon kurz vor ihrer Verwirklichung: Die Strecken Kufstein – Kössen – Reit im Winkl – Traunstein, Kufstein – Thiersee – Bayrischzell und zwei Projekte im Kaisergebirge. Zur Umsetzung kam es aber nie (in vollem Umfang), da es an den Kosten bzw. dem Ersten Weltkrieg scheiterte.

### Zeit des Nationalsozialismus
Bereits vor dem "Anschluss" Österreichs an das Deutsche Reich war die nationalsozialistische Bewegung in Kufstein stark vertreten. Schon 1933 saßen zwei Nationalsozialisten im Kufsteiner Gemeinderat. In den Jahren 1933 und 1934 verübten Nationalsozialisten mindestens fünf Morde im Raum Kufstein, wobei zwei Grenzschützer, ein Hilfspolizist, ein Zollwachebeamter und ein NS-Abtrünniger zu den Opfern zählten. Der "Anschluss" Österreichs an das Deutsche Reich erfolgte am 12. März 1938. Am 13. März 1938 um 10:30 Uhr marschierten Wehrmachtstruppen über den Grenzübergang Kiefersfelden nach Kufstein ein. Sie wurden von der Bevölkerung feierlich empfangen, während vom Kaiserturm der Festung Kufstein die Hakenkreuzfahne wehte. Kufstein wurde damit Kreisstadt im Gau Tirol-Vorarlberg. Während der NS-Zeit diente Kufstein aufgrund seiner Grenzlage als wichtiger Stützpunkt für die nationalsozialistische Bewegung. Unter der Führung von Adele Stürzl bildete sich eine kommunistische Widerstandsgruppe in der Stadt. Diese Gruppe hatte Verbindungen ins Brixental und nach Kitzbühel sowie Kontakte bis nach Berlin. 1942 wurde die Kufsteiner Widerstandsgruppe von der Gestapo aufgedeckt und viele der Mitglieder wurden verhaftet und einige hingerichtet. Im Mai 1945 kam es in der Nähe von Kufstein, im Schloss Itter, zu einer bemerkenswerten Allianz zwischen amerikanischen Truppen und Wehrmachtssoldaten, die gemeinsam gegen Einheiten der Waffen-SS kämpften, um französische Prominente zu schützen. Das Schloss diente zu der Zeit als Außenlager des Konzentrationslagers Dachau. Kufstein wurde am 3. Mai 1945 von der US-Armee befreit. Im Juli 1945 lösten französische Soldaten die zuvor in Kufstein stationierten amerikanischen Streitkräfte ab, da Tirol nun zur französischen Besatzungszone gehörte.
2024 wurde am Franz-Josef-Platz eine Skulptur mit dem Titel "Das Licht des Widerstands leuchtet" errichtet. Sie erinnert an sechs Menschen mit Kufsteinbezug, die im Nationalsozialismus Widerstand leisteten und ermordet wurden: Walter Caldonazzi, Georg Gruber, Ernst Ortner, Thomas Salvenmoser, Adele Stürzl und Franz Wurzenrainer. Nach der Kommunistin und Widerstandskämpferin Adele Stürzl wurde zudem ein Weg benannt.

### Heute
Kufstein ist heute die größte Stadt im Bezirk Kufstein und nach Innsbruck die zweitgrößte Stadt im Bundesland Tirol. 2014 lag Kufstein österreichweit an 27. Stelle.
2013 wurde Kufstein von der Entente Florale Europe mit der Silbermedaille in der Kategorie Stadt für den Blumenschmuck und für weitere nachhaltige Projekte gekürt.

## Bevölkerung
In Kufstein leben derzeit rund 20.000 Menschen. Zwischen 1991 und 2001 stieg die Einwohnerzahl um rund 14 % an, 2002 und 2003 jeweils um etwa 1 %. Im Großraum Kufstein (Kufstein, Schwoich, Langkampfen, Thiersee, Kiefersfelden, Ebbs und Niederndorf) leben etwa 45.000 Menschen.
Bei der Volkszählung 2001 waren 69,9 % der Kufsteiner römisch-katholisch, 9,8 % islamisch, 8,9 % ohne Bekenntnis und rund 4,6 % evangelischen Glaubens. 47,2 % sind Männer, 52,8 % Frauen. 82,6 % hatten die österreichische Staatsbürgerschaft, 13,7 % Ausländer (ohne EU-Staatsbürgerschaft), und 3,7 % waren sonstige EU-Bürger. 17,7 % waren unter 15 Jahre, 19,6 % über 60 Jahre alt.
2001 pendelten 3.058 Bürger aus der Stadt aus, währenddessen 5.414 aus dem Inland nach Kufstein einpendelten. Den größten Teil unter den Einpendlern machen 683 Ebbser, 442 Wörgler, 419 Thierseer und 403 Langkampfner aus. 556 Kufsteiner pendelten nach Wörgl, 212 nach Langkampfen, 211 nach Innsbruck und 180 nach Ebbs. Wie viele Pendler zwischen Kufstein und dem angrenzenden Bayern verkehren, ist nicht bekannt, doch dürfte es sich um Zahlen in vergleichbarer Höhe handeln.
Nur 18 % bzw. 7,1 Quadratkilometer des Gemeindegebiets sind Dauersiedlungsraum. Somit beträgt die reale Bevölkerungsdichte in Kufstein rund 2.370 Menschen pro Quadratkilometer.
In Kufstein wird ein westmittelbairischer Dialekt gesprochen, der nur geringe südbairische Merkmale wie das affrikatisierte „k“ teilt.
Das Kufsteinerische unterscheidet sich – wie alle Tiroler Dialekte östlich des Zillertals – stark vom Innsbrucker Dialekt. Aber auch zu den umliegenden Gemeinden bestehen Unterschiede, vor allem zu denen im bayerischen Inntal. Manche Wörter weisen ostbairische Dialektspuren auf, z. B. „du kust“ statt „du kånnst“ (du kannst) oder „is des vüü“ statt „is des fui“ (ist das viel).
Bevölkerungsentwicklung
EinwohnerJahr030006000900012.00015.00018.00021.0001860189019201950198020102040EinwohnerEinwohnerentwicklung von Kufstein

## Etymologie
Der Ortsname geht auf den Felsrücken Kopfstoa zurück, der erst der Flur und schließlich der Siedlung ihren Namen gegeben hat. Als Ausgangsform wäre ein Kompositum aus althochdeutsch chuofa- (Fass) und -stein gut vorstellbar, was sich mit wie ein Fass geformtes Gestein übersetzen lässt. Die Genese des Toponyms (in Auszügen): 798 „Caofstein“, 924 „Chuofstein“, 12. Jh. „Chofstein“. Im Spätmittelalter setzt sich die Lautung Kufstein durch.

## Politik

### Gemeinderat
Der Gemeinderat setzt sich aus 21 Mitgliedern zusammen. Neben einem Bürgermeister besteht der Stadtrat aus zwei Bürgermeister-Stellvertretern und aktuell (2022) vier Stadträten, die aus dem Gemeinderat entsandt werden.
| Gemeinderatswahlen                                  | 15.3.1992 | 15.3.1998 | 7.3.2004 | 14.3.2010 | 28.2.2016 | 27.2.2022 |
| --------------------------------------------------- | --------- | --------- | -------- | --------- | --------- | --------- |
| Wahlbeteiligung (%)                                 | 88,4      | 82,1      | 61,0     | 62,4      | 59,4      | 52,0      |
| Die Parteifreien*                                   | —         | 4         | 4        | 5         | 10        | 8         |
| Kufsteiner Volkspartei (ÖVP)                        | 8         | 8         | 9        | 7         | 3         | 1         |
| Gemeinsame Kufsteiner Liste*                        | 7         | 5         | 2        | 3         | 5         | 2         |
| Sozialdemokratische Partei Kufstein (SPÖ)           | 4         | 3         | 3        | 2         | 1         | 1         |
| Offenes Grünes Forum (Grüne)                        | 2         | 1         | 1        | 1         | 1         | 3         |
| Bürgerliste (BHS)                                   | —         | —         | 2        | 3         | 1         | —         |
| Kufsteiner Bürgerliste (KBL)**                      | —         | —         | —        | —         | —         | 2         |
| NEOS Kufstein (NEOS)                                | —         | —         | —        | —         | —         | 1         |
| Kufsteiner Volkspartei – Die Stadtpartei (DIESTADT) | —         | —         | —        | —         | —         | 2         |
| FPÖ Kufstein (FPÖ)                                  | —         | —         | —        | —         | —         | 1         |

In Tirol ändern Parteien oftmals bei jeder Wahl ihre Bezeichnung. Zur besseren Übersicht wird hier die gängige Bezeichnung ohne Personennamen verwendet; * Bis einschließlich zur Gemeinderatswahl 1992 traten Die Parteifreien und die Freiheitlichen gemeinsam unter dem Listennamen Gemeinsame Kufsteiner Liste an. Bis einschließlich 2016 traten die Gemeinsame Kufsteiner Liste und die Freiheitlichen gemeinsam an.** Die MFG Kufstein, die erst bei den Gemeinderatswahlen im Februar 2022 in den Gemeinderat kam, trat im Juli 2022 geschlossen aus der Partei aus. Die zwei Mandatare bleiben aber als freie Mitglieder im Gemeinderat vertreten. Seit März 2023 nennt sich die ehemalige Partei „KBL“ (Kufsteiner Bürgerliste).

### Bürgermeister seit 1776
| Name                         | Amtszeit    | Beruf                                | Partei                                            |
| ---------------------------- | ----------- | ------------------------------------ | ------------------------------------------------- |
| Anton Sieberer               | 1776–1778   | Stadtkämmerer und Traubenwirt        |                                                   |
| Johann Suppenmoser sen.      | 181?–182?   | Posthalter                           |                                                   |
| Sebastian Anton Defregger    | 1823–1828   | Maler, Bildhauer und Graveur         |                                                   |
| Johann Chrysostomos Pradler  | 1828–1831   | Stadtkämmerer und "Giglmayr Bräuer"  |                                                   |
| Sebastian Anton Defregger    | 1832–1835   | Maler, Bildhauer und Graveur         |                                                   |
| Franz Kink                   | 1835–1840   |                                      |                                                   |
| Johann Suppenmoser jun.      | 184?–1850   |                                      |                                                   |
| Franz Kink                   | 1850–1852   |                                      |                                                   |
| Johann Nepomuk Stenzl        | 1852–1861   | Apotheker                            |                                                   |
| Anton Kink                   | 1861–1864 † | Zementfabrikant                      |                                                   |
| Johann Nepomuk Stenzl        | 1864–1872   | Apotheker                            |                                                   |
| Josef Reisch                 | 1872–1872 † | Unternehmer                          |                                                   |
| Georg Anker                  | 1872–1875   | Seifensieder                         |                                                   |
| Johann Angerer               | 1875–1876   | Notar                                |                                                   |
| Georg Anker                  | 1876–1878   | Seifensieder                         |                                                   |
| Anton Karg                   | 1878–1882   | Fotograf und Unternehmer             |                                                   |
| Johann Stenzl jun.           | 1882–1887   | Apotheker                            |                                                   |
| Johann „Hans“ Reisch         | 1887–1893   | Unternehmer                          |                                                   |
| Josef Praxmarer              | 1893–1904   | Jurist                               | Deutschfreiheitliche Partei                       |
| Josef Egger                  | 1904–1919   | Brauereibesitzer                     | Deutschfortschrittlicher Bürger- und Bauernverein |
| Oskar Pirlo                  | 1919–1922   | Unternehmer Blechwarenfabrik „Pirlo“ | Vereinigte freiheitliche Bürgerpartei             |
| Georg Pirmoser               | 1922–1938   | Zimmermeister und Unternehmer        | Fortschrittlicher Bürgerverein                    |
| Hans F. Reisch               | 1938–1939   | Unternehmer                          | NSDAP                                             |
| Max Schierl                  | 1939–1941 † | Beamter                              | NSDAP                                             |
| Karl Kraft (kommissarisch)   | 1941–1941   | Zementwerksbesitzer                  | NSDAP                                             |
| Siegfried Dillersberger sen. | 1941–1945   |                                      | NSDAP                                             |
| Andreas Rupprechter          | 1945–1946   | Hotelier „Gisela“                    | ÖVP                                               |
| Thomas Sappl                 | 1946–1947   | Hotelier „Andreas Hofer“             | ÖVP                                               |
| Konrad Philipp               | 1947–1950   |                                      | ÖVP                                               |
| Fritz Egger                  | 1950–1956   | Brauereibesitzer                     | ÖVP                                               |
| Karl Jäger sen.              | 1956–1959   | Schlossermeister                     | ÖVP                                               |
| Rudolf Wahrstötter           | 1959–1974   | ÖBB-Beamter                          | SPÖ                                               |
| Siegfried Dillersberger      | 1974–1987   | Rechtsanwalt                         | „Gemeinsame Kufsteiner Liste“/FPÖ                 |
| Lothar Held                  | 1987–1992   | Gymnasiallehrer                      | „Gemeinsame Kufsteiner Liste“/FPÖ                 |
| Herbert Marschitz            | 1992–2010   | Rechtsanwalt                         | ÖVP                                               |
| Martin Krumschnabel          | seit 2010   | Rechtsanwalt                         | Die Parteifreien                                  |

Der amtierende Bürgermeister Martin Krumschnabel konnte sich am 28. März 2010 überraschend in der Stichwahl gegen ÖVP-Bürgermeister Herbert Marschitz mit 64,4 % durchsetzen. Am 28. Februar 2016 erlangte er auf Anhieb mit 62,74 % die absolute Mehrheit. Am 27. Februar 2022 kam er auf 45,54 % und trat damit in der Stichwahl am 13. März 2022 gegen die NEOS-Kandidatin Birgit Obermüller an, die auf 11,12 % kam. Dabei setzte sich Krumschnabel mit 69,45 % erneut durch.

### Wappen
Das Wappen der Stadt zeigt:
Ein silbernes Salzfass mit goldenen Beschlägen, welches auf drei Bergen steht. Der Hintergrund ist rot.
Durch das Salzfass (mittelhochdeutsch Kufe, vgl. Küfer) im redenden Wappen wird auf die enorme Bedeutung der Stadt hingewiesen, als jahrhundertelang vor allem Salz über den Inn verschifft wurde. Die drei Berge (Steine) repräsentieren die drei kleinen Berge im Gemeindegebiet: Festungsberg, Zeller Berg und Kalvarienberg.

### Eingemeindungen
Die Stadt Kufstein stellte in der Zwischenkriegszeit und kurz nach dem Zweiten Weltkrieg mehrere Gebietsansprüche an die Tiroler Landesregierung, von denen auch einigen stattgegeben wurde (1937 Thierberg, 1956 Zellerberg, Morsbach, Kleinholz). Die Stadt forderte zudem die nördliche Talseite des Kaisertals und Eichelwang von Ebbs sowie Maistall und das Stimmersee-Gebiet von Langkampfen. Statt der Abtretung der genannten Gebiete beteiligte sich die Dorfgemeinde Langkampfen finanziell am Neubau einer Volksschule, welche auch von Langkampfner Kindern besucht wurde. Mit der Gemeindeverwaltung Ebbs wurde keine Gegenleistung vereinbart, allerdings ist Eichelwang mit Kufstein längst zusammengewachsen und genießt Kufsteiner Infrastruktur wie Kabel-TV, Internet, Stadtbusse, Wasser und Strom. Selbst die Telefonvorwahl und Postleitzahl sind dieselben wie jene von Kufstein.

### Regionalpolitik
Die Stadt ist Mitglied oder Teil in mehreren regionalen Verbänden und Vereinen bzw. Bünden:
- Tourismusverband Kufsteinerland mit Sitz in Kufstein[15]
- Planungsverband 27 – Kufstein und Umgebung[16]
- Regionalmanagement Kufstein und Umgebung[17]
- LEADER-Region Kufstein Umgebung - Untere Schranne - Kaiserwinkl mit Sitz in Kufstein[18]
- Euregio Inntal mit Sitz in Kufstein[19]
- INTERREG IIIa-Region Net IT[20] (Nachfolger der IT-Region Salzburg, Rosenheim, Kufstein, Traunstein, Berchtesgadener Land bis August 2006)[21] im Rahmen des Programmes INTERREG Bayern–Österreich 2007–2013 zur Förderung der grenzüberschreitenden Zusammenarbeit im bayerisch-österreichischen Grenzraum.[22]
- Städtebund LAROSA (Landshut, Rosenheim, Salzburg, Kufstein, Freilassing)
- ehemaliges Mitglied im Verbund der Kleinen historischen Städte

### Städtepartnerschaften/Patenschaften
|  | Frauenfeld/Schweiz: Während des Zweiten Weltkrieges wurde der Raum Wörgl bis Kufstein schwer gezeichnet. Bombenabwürfe insbesondere auf die Bahnhöfe zerstörten Teile dieser beiden Städte. Beim Wiederaufbau Kufsteins half die Stadt Frauenfeld dadurch, dass viele Kufsteiner Kinder ihre Sommerferien in der Schweiz verbringen durften. Seit damals besteht eine feste Partnerschaft zwischen diesen zwei Städten, der beide mit immer neuen Ideen und Projekten Ausdruck verleihen. |

|  | Rovereto/Italien: Kufstein bildete die nördlichste, Rovereto die südlichste Stadt des Landes Tirol. (Seit 1918 gehören Südtirol und das Trentino zu Italien.) Zum Gedenken an diesen Umstand wurden Kufstein und Rovereto Partnerstädte. |

|  | Langenlois/Österreich: Als die niederösterreichische Stadt Langenlois 2002 von einem Hochwasser schwer getroffen wurde, half Kufstein mit Feuerwehrmännern, Maschinen und Geldeinsatz. Zum Gedenken an diese Hilfe wurde 2012 die Städtepartnerschaft begründet. |

|  | Bereschany/Ukraine: Aufgrund der Auswirkungen des Ukrainekrieges hat Kufstein eine Patenschaft für die ukrainische Stadt Bereschany übernommen und führt ein Hilfsprojekt für Mütter mit Kindern durch, die aus der Ostukraine nach Bereschany vertrieben wurden sowie für Kriegswitwen und -waisen aus Bereschany. |

## Wirtschaft und Infrastruktur
Der Handel besteht vor allem im Zentrum zu einem großen Teil aus kleineren Geschäften und Boutiquen. Dort befinden sich ebenfalls die Einkaufszentren Inntalcenter und Kufstein Galerien (Einkaufszentrum Kufstein).
Die Arkade und die Hans Reisch-Straße – Marktgasse liegen auch unmittelbar im Zentrum der Stadt. Die Stadtgemeinde ist zudem ein kleines Bankenzentrum mit dem Sitz der sechstgrößten österreichischen Volksbank (nach eigener Angabe, 2003). An den Stadträndern entstehen laufend neue Gewerbe- und Handelsgebiete wie die Gewerbeparks Weissach, Kufstein Süd, Kufstein Nord, Münchner Straße, Innpark Kufstein und Grissemann.
Kufstein ist aber auch Sitz zahlreicher großer Firmen. Die Festungsstadt ist zwar nicht mehr der Sitz des größten österreichischen Privatunternehmens SPAR Österreich, jedoch dessen Gründungsstadt. Das Unternehmen wurde 1954 von Hans Reisch mit einer ersten Filiale am Unteren Stadtplatz gegründet, die immer noch existiert.
Die Voere Präzisionstechnik GmbH ist ein Hersteller von Jagd- und Präzisionswaffen sowie von Präzisionskomponenten für die Industriezweige HighTech, Elektro, Anlagen- und Maschinenbau. Die Firma war 1948 von Erich VOEtter und Paul REstle in Furtwangen im Schwarzwald gegründet worden, der Aufkauf der Firma Sportwaffen Tyrol im Jahr 1965 begründete den Umzug des fusionierten Unternehmens nach Kufstein.
In den Nachbargemeinden finden sich Unternehmen wie Stihl Tirol, welche 1981 unter dem Namen „Viking“ in Kufstein gegründet wurde, Sandoz, Coveris Flexibles Austria GmbH (frühere Britton Unterland GmbH), SPZ Zementwerke, Moguntia, die zum Teil wegen der hohen Grundstückskosten der baulandarmen Stadt in das Umland abgewandert sind.
Die Immobilienpreise in Kufstein liegen laut dem Marktbericht „Wohnen in Tirol“ aus dem Jahr 2012 bei einem Preis von 2391 €/m² bei Wohnungen im Erstverkauf und 1479 €/m² im Wiederverkauf. Der Quadratmeterpreis lag für unbebaute Grundstücke bei 375 € laut der Erhebung von tatsächlichen Transaktionen aus dem Grundbuch.
Der Wirtschaftsraum Kufstein–Rosenheim–Salzburg ist eng miteinander verknüpft und voneinander abhängig. Zahlreiche Pendler arbeiten, studieren oder kaufen grenzüberschreitend in Tirol, Bayern und Salzburg ein, was durch Projekte (Innschifffahrt, 'Grenzenlos'-Rad- und Wanderwege, Kulturführer etc.) gezielt gefördert wird.

### Öffentliche Einrichtungen
- Arbeitsmarktservice (AMS Tirol)
- Bezirksgericht Kufstein
- Bezirkshauptmannschaft Kufstein
- Bezirkskrankenhaus Kufstein
- Bezirkspolizeikommando Kufstein (Bundespolizei)
- Finanzamt Kufstein Schwaz
- Polizeiinspektion Kufstein (Bundespolizei)
- Stadtpolizei Kufstein (Gemeindewachkörper)
- Stadtwerke Kufstein
- Vermessungsamt Kufstein (BEV)

Schulen
- Fachhochschule Kufstein
- Bundesgymnasium und Bundesrealgymnasium Kufstein
- International School Kufstein (Oberstufenrealgymnasium)[25]
- Höhere Bundeslehranstalt und Bundesfachschule für wirtschaftliche Berufe Kufstein[26]
- Gesundheits- und Krankenpflegeschule Kufstein (GuKPS)[27]
- Tiroler Fachberufsschule für Wirtschaft und Technik Kufstein-Rotholz[28]
- Polytechnische Schule Kufstein[29]
- Neue Mittelschule Kufstein 1[30]
- Neue Mittelschule Kufstein 2[31]
- Allgemeine Sonderschule „Sonderpädagogisches Zentrum“ Kufstein[32]
- Volksschule Kufstein-Stadt[33]
- Volksschule Kufstein-Sparchen[34]
- Volksschule Kufstein-Zell[35]
- Landesmusikschule Kufstein und Umgebung[36]

### Verkehr

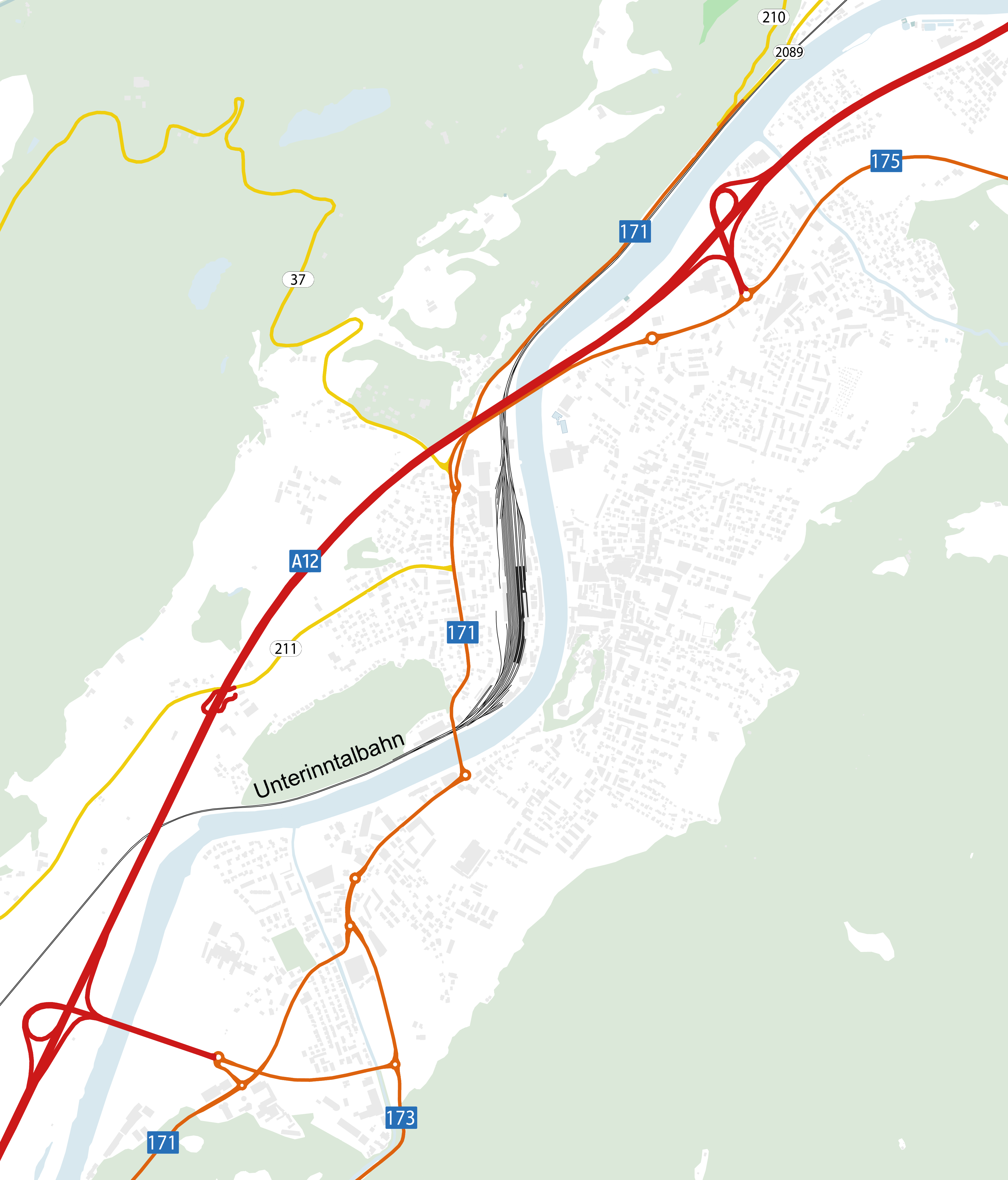
Das hochrangige Verkehrsnetz in Kufstein

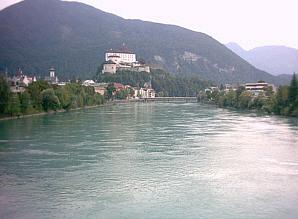
Blick über den Inn Richtung Süden, links die Festung Kufstein mit der Altstadt

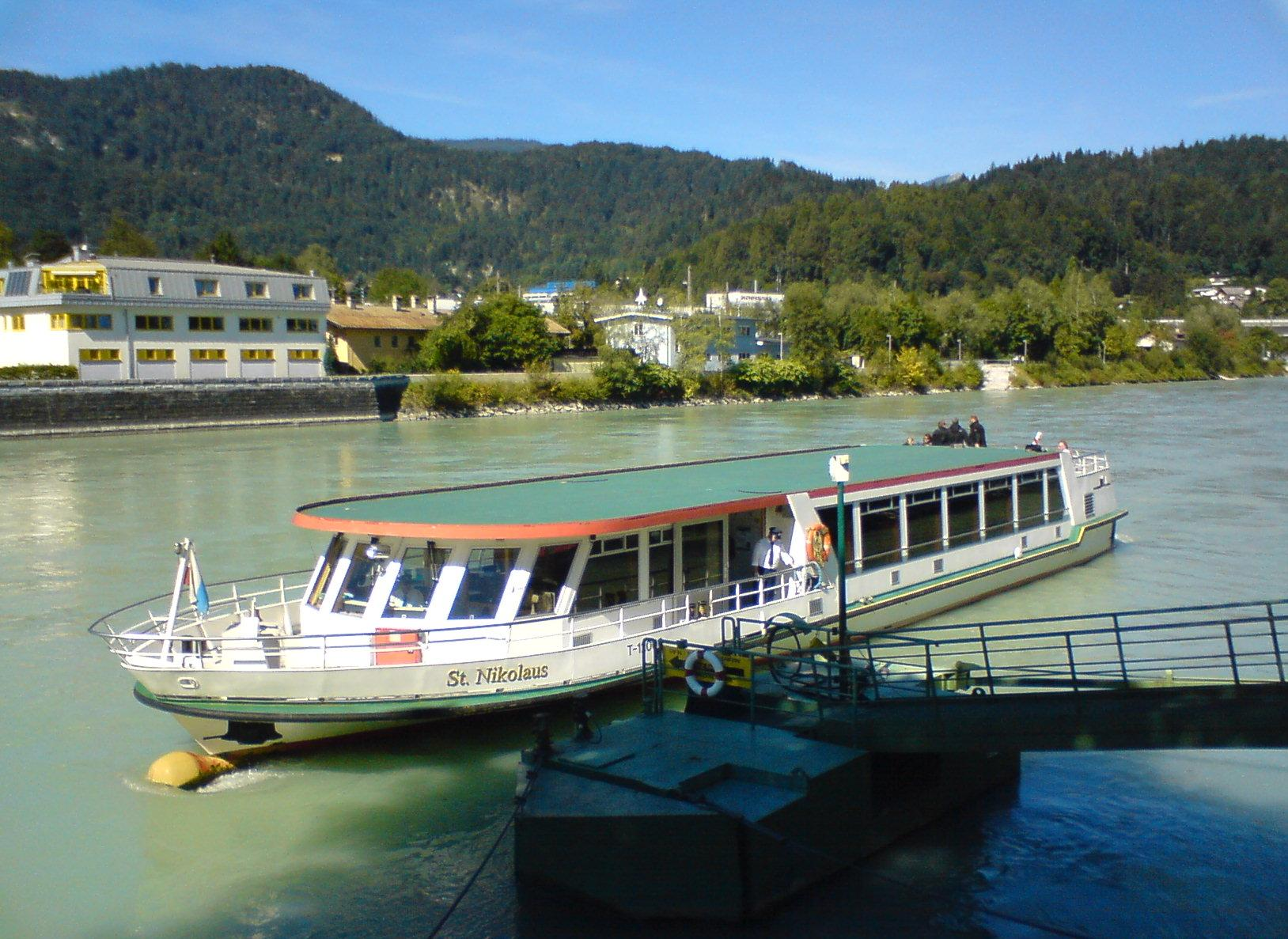
Fahrgastschiff „St. Nikolaus“ an der Anlegestelle (2010)

#### Öffentlicher Verkehr

##### Stadtbus
Der Stadtbus Kufstein wird von den Stadtwerken Kufstein und der Firma Achhorner (Teil von Ledermair) betrieben. Es verkehren drei Linien im 20-Minuten-Takt. An Sonn- und Feiertagen verkehrt die Linie 4, welche die Strecken der anderen Linien kombiniert und im 30-Minuten-Takt verkehrt. Im Sommer fährt auch die Linie 50 als Freizeitbus zum Hechtsee.
| Linie | Strecke                                                               |
| ----- | --------------------------------------------------------------------- |
| 1     | Endach – Weissach – Zentrum – Sparchen – Kaisertal                    |
| 2     | Kaisertal – Sparchen – Zentrum – Weissach – Endach                    |
| 3     | Zell – Sparchen – Zentrum – Zell                                      |
| 4     | Kaisertal – Sparchen – Zentrum – Weissach – Endach – Zell – Kaisertal |
| 50    | Zentrum – Zell – Hechtsee                                             |

##### Regionalbus
Regionalbusse können im Stadtgebiet bzw. in der Tarifzone Kufstein wie Stadtbusse genutzt werden.
| Linie | Betreiber           | Von Kufstein nach                                                 |
| ----- | ------------------- | ----------------------------------------------------------------- |
| 4026  | VVT/Ledermair       | – Schwoich – Bad Häring – Kirchbichl – Wörgl                      |
| 4030  | VVT/Ledermair       | – Ebbs – Niederndorf – Rettenschöss – Walchsee – Kössen           |
| 4036  | VVT/Ledermair       | – Ebbs – Niederndorf – Erl                                        |
| 4046  | VVT/Ledermair       | – Thiersee – Hinterthiersee                                       |
| 4047  | VVT/Ledermair       | – Thiersee – Landl                                                |
| 4055  | VVT/Ledermair       | – Kirchbichl – Wörgl                                              |
| 4056  | VVT/Ledermair       | – Langkampfen – Kirchbichl – Wörgl                                |
| 4068  | VVT/Ledermair       | – Langkampfen – Mariastein – Angerberg – Wörgl                    |
| 4902  | VVT/Ledermair       | – Schwoich – Söll                                                 |
| 52    | RVO/Chr. Margreiter | – Kiefersfelden – Oberaudorf – Brannenburg – Raubling – Rosenheim |

##### Nachtverkehr
Mehrere Linien verkehren an Wochenenden in die Umgebung:
| Linie           | Betreiber        | Von Kufstein nach                                                           |
| --------------- | ---------------- | --------------------------------------------------------------------------- |
| S-Bahn Tirol#S4 | VVT/ÖBB          | – Langkampfen – Kirchbichl – Wörgl – Innsbruck – Telfs – Landeck            |
| 730N            | VVT/Ledermair    | – Ebbs – Niederndorf – Erl – Niederndorf – Rettenschöss – Walchsee – Kössen |
| N5              | Chr. Margreither | – Kiefersfelden – Oberaudorf – Brannenburg – Raubling – Rosenheim           |

##### Bahn

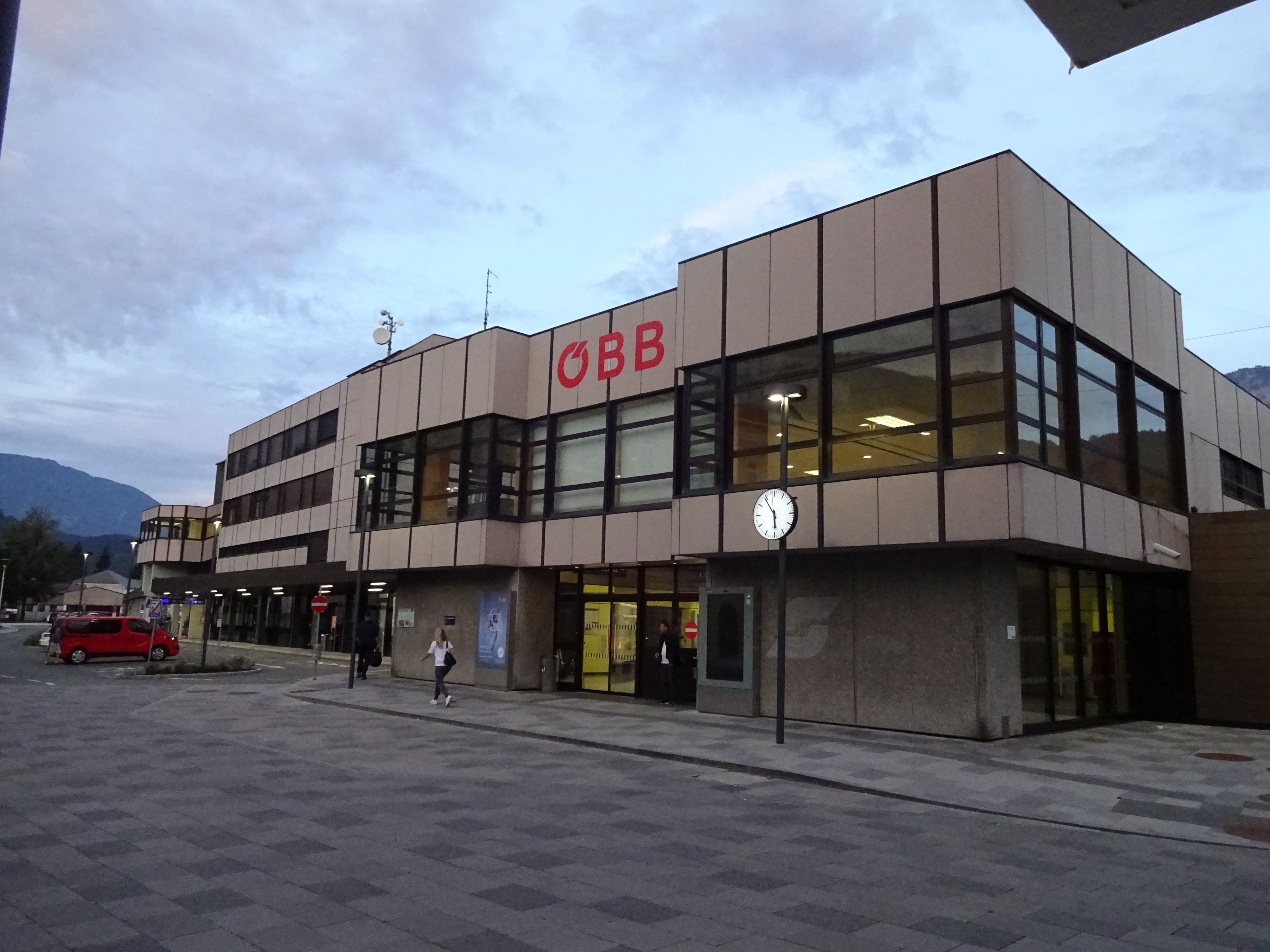
Aufnahmsgebäude des Kufsteiner Bahnhofs

Der Bahnhof Kufstein ist ein Grenzbahnhof und verbindet die Strecke Rosenheim-Kufstein mit der Unterinntalbahn. Das Reisendenaufkommen beträgt etwa 5000 Personen pro Tag.
Im Fernverkehr besteht ein 2-Stunden-Takt von Budapest bzw. Wien über Kufstein nach Zürich und ein 2-Stunden-Takt von München über Kufstein nach Norditalien. Zusätzlich verkehrt täglich ein ÖBB Nightjet von Hamburg und Amsterdam über Kufstein nach Innsbruck.
Kufstein ist End- und Ausgangspunkt der stündlich verkehrenden Linie REX2 der S-Bahn Tirol über Wörgl und Jenbach nach Innsbruck. Dazu verkehrt noch die Linie CJX1 im 2-Stunden-Takt nach Innsbruck. An den Wochenenden verbindet die Tiroler Nacht-S-Bahn Kufstein mit Landeck. Nach München besteht ebenfalls eine stündliche Direktverbindung über Rosenheim mit der Regionalbahn der Bayerischen Oberlandbahn.

#### Radverkehr
Seit Mai 2022 existiert das Fahrradverleihsystem VVT Regiorad mit 22 Stationen und 110 Rädern, verteilt über das gesamte Stadtgebiet. Das Regiorad basiert auf dem nextbike-System und wird von Kufstein mobil betrieben.

#### Straßenverkehr
Die Stadt liegt an der Inntalautobahn A12 mit zwei Abfahrten (Kufstein Nord/Zentrum und Kufstein Süd/Felbertauern). Die A12 führt von Rosenheim über Kufstein (bis hier als deutsche A 93) ins Tiroler Oberinntal.
Die B 171 führt von Kirchbichl durch die Stadt bis zur Staatsgrenze nach Kiefersfelden, die B 173 kommt von Schwoich und mündet in die B 171, die B 175 führt von der B 171 aus der Stadt nach Ebbs und weiter über Niederndorf zur Staatsgrenze am Niederndorferberg.
Mit dem Beecar E-Carsharing-System stellen die Stadtwerke Kufstein in allen Stadtteilen an 9 Stationen insgesamt 13 Fahrzeuge zur Verfügung (Stand Mai 2022). Das Beecar ist zudem Teil von Carsharing TIROL 2050 des Verkehrsverbund Tirol, womit auch andere Systeme in Tirol genutzt werden können.

#### Schiffsverkehr
In der Sommersaison fand bis 2011 auf dem Inn grenzüberschreitende Fahrgastschifffahrt zwischen Kufstein und Oberaudorf (Bayern) statt. Inzwischen wurde die Schifffahrt aus Rentabilitätsgründen wieder eingestellt, das Schiff „St. Nikolaus“ 2013 nach Hamburg verkauft.

#### Luftverkehr
Wenig außerhalb der Stadtgrenzen liegt der Flugplatz Kufstein-Langkampfen (LOIK), von dem aus hauptsächlich Segelflieger starten. Die internationalen Flughäfen Innsbruck, München und Salzburg sind jeweils eine gute Autostunde entfernt.

#### Brücken
Im Stadtgebiet befinden sich folgende Brücken über den Inn (mit Nutzung):
- Autobahnzubringer Süd (A 12)
- „Margaretenbrücke“, Bahnhofsbrücke (Münchner Straße) – alte Brücke der Stadt seit dem Mittelalter[48]
- „Franziska-Kinz-Brücke“, Endacher Steg (Fußgänger und Radfahrer)
- „Berta-Geist-Brücke“, Fischergries-Steg (Fußgänger und Radfahrer)
- Wendlinger Brücke (B 171)
- Wildbichler Brücke (A 12 und B 175)

## Kultur und Sehenswürdigkeiten

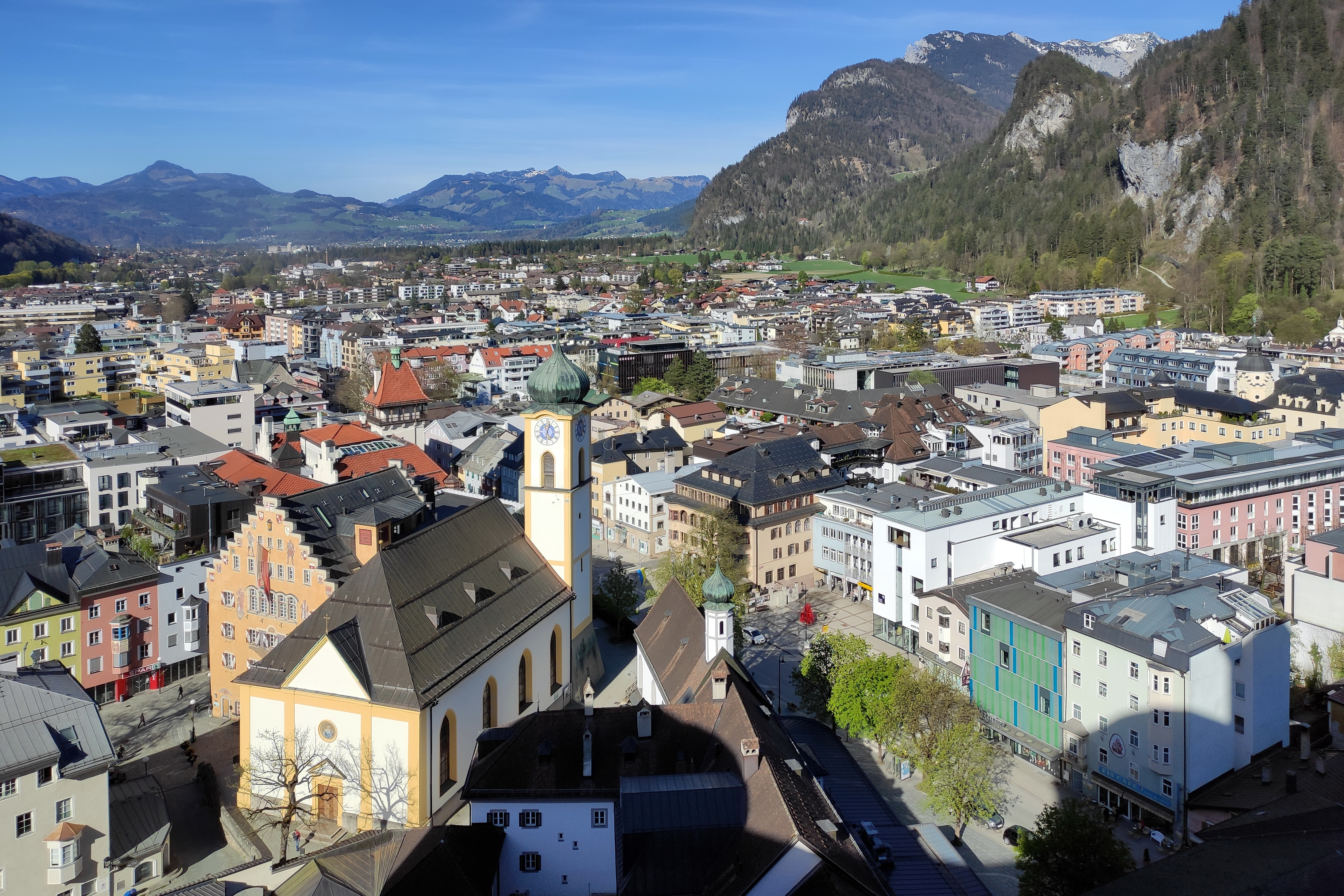
Blick über Kufstein aus der Festung Richtung Norden (Bayern)

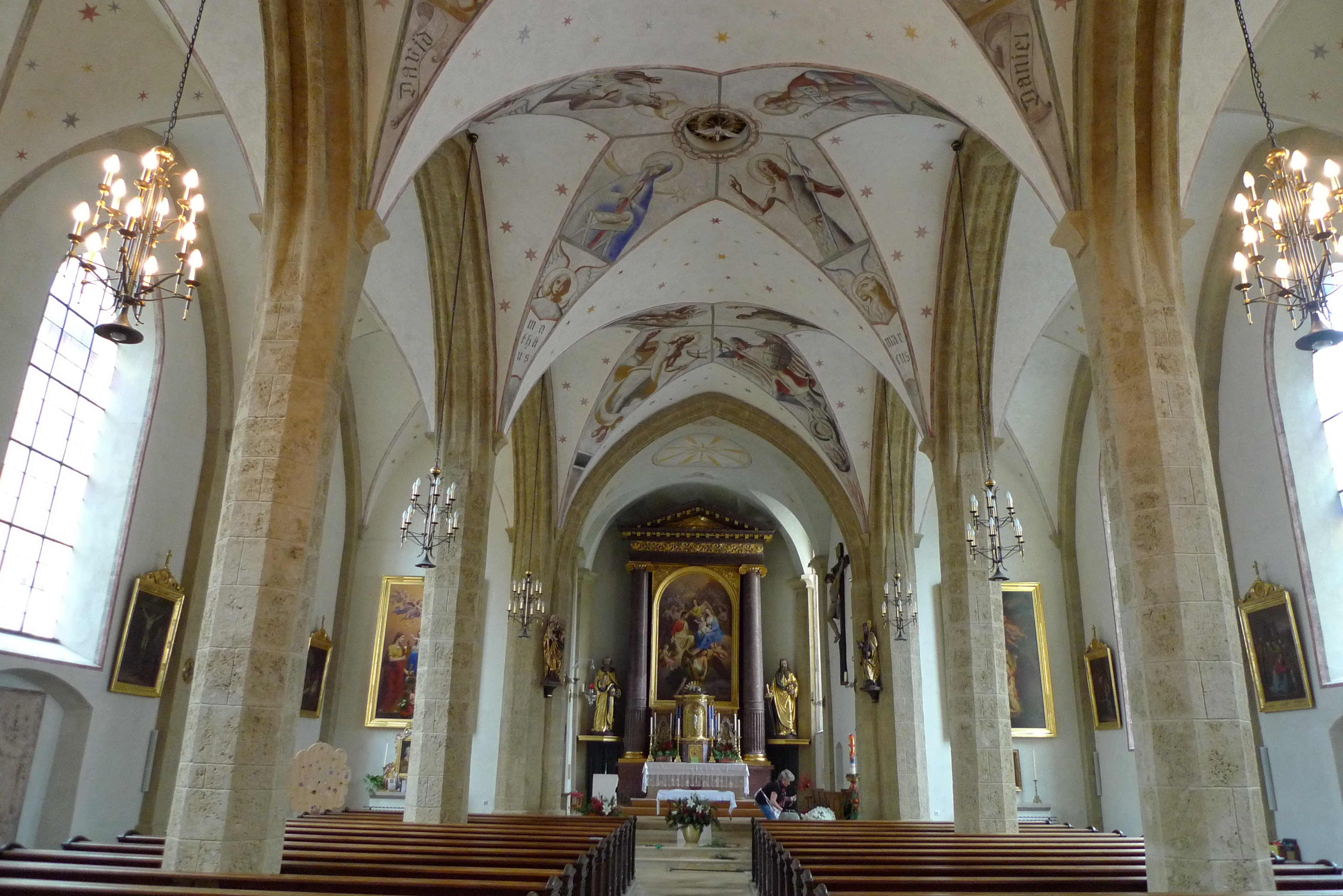
Innenraum der Stadtpfarrkirche St. Vitus

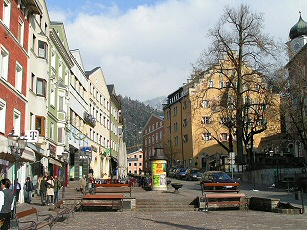
Der Untere Stadtplatz

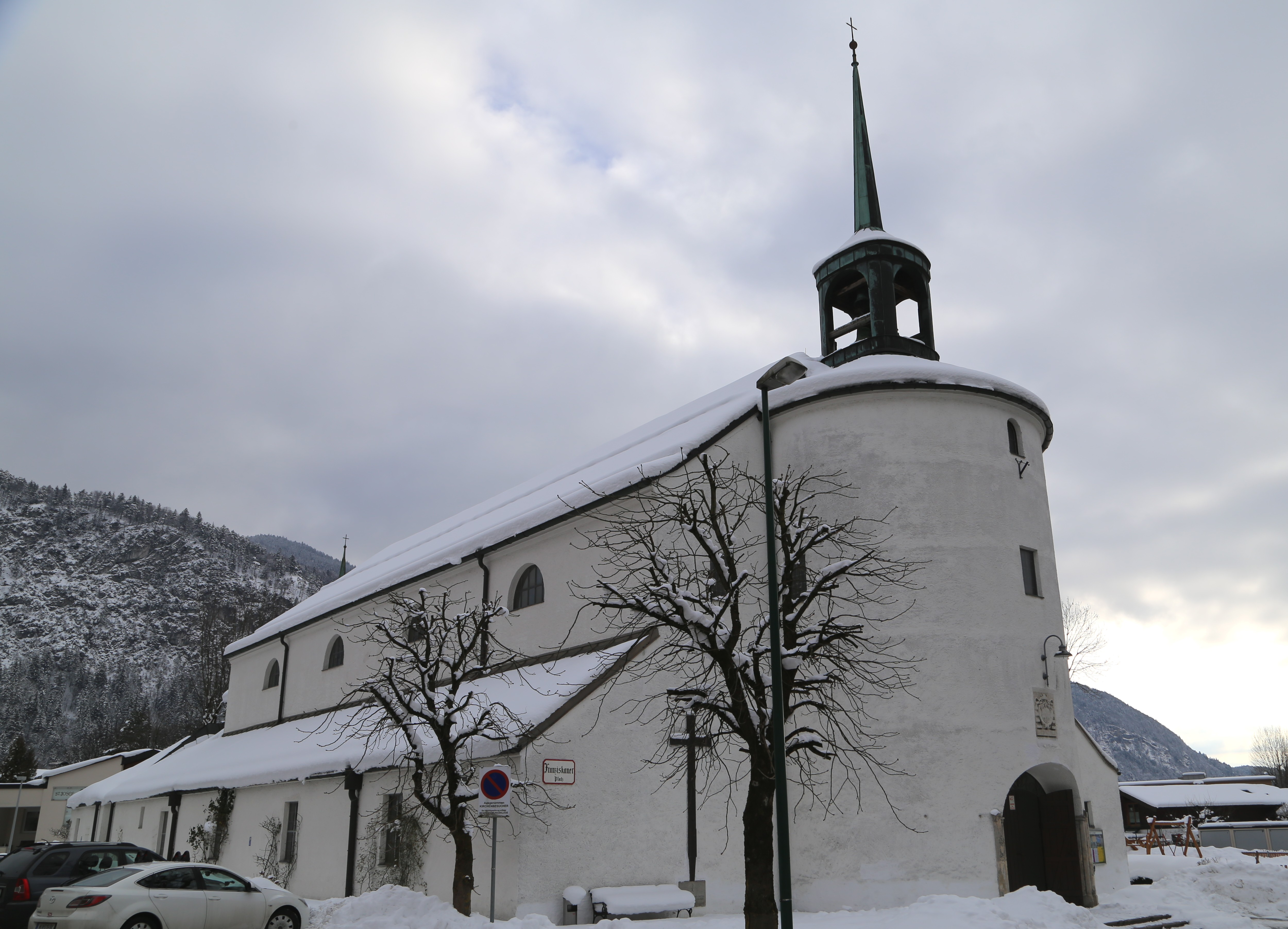
Pfarrkirche Kufstein-Sparchen

- Festung Kufstein: Das wichtigste Wahrzeichen ist ohne Zweifel die Festung Kufstein auf dem 90 m hohen Festungsberg im Zentrum der Stadt, die erstmals im 13. Jahrhundert erwähnt wurde. Weithin sichtbar ist der repräsentative Kaiserturm, der 1518–1522 errichtet wurde. Im 18. Jahrhundert und während der Besatzungszeit nach dem Zweiten Weltkrieg diente die Festung als Gefängnis.
- Orgel der Festung Kufstein: Auf der Festung Kufstein befinden sich mit der stadtweit hörbaren Heldenorgel die größte Freiluftorgel der Welt und ein Heimatmuseum.
- Auf dem Burghügel bietet das Veranstaltungsareal Josefsburg Platz für bis zu 5000 Personen; seit 2006 ist es mit einem wettersicheren ausklappbaren Dach ausgestattet.
- Ruine Thierberg
- Schloss Hohenstaffing
- Rathaus Kufstein: Das Rathaus zeigt seit 1925 die Wappen der Tiroler Städte Innsbruck, Sterzing, Imst, Vils, Lienz, Rattenberg, Brixen, Bruneck, Schwaz, Klausen, Kitzbühel, Glurns, Bozen, Landeck, Meran, Hall und unter der Giebelspitze Kufstein.
- Teile der Altstadt (Römerhofgasse, Kirchgasse, Unterer Stadtplatz, Innpromenade) sind als touristische Ziele beliebt, so das Weinhaus Batzenhäusl und das ehemalige Wirtshaus und heutige Weinhaus & Hotel Auracher Löchl, wo Karl Ganzer das Kufsteinlied schrieb. Den typischen Inn-Salzach-Stil hat Kufstein bei einem großen Brand im Mittelalter, dem fast die gesamte damalige Stadt zum Opfer fiel, zum Großteil verloren. Am Unteren Stadtplatz weisen aber dennoch einige Gebäude Merkmale wie Stirnmauern, Laubengänge (allerdings verbaut) und große Erker auf. Zwischen Oberen Stadtplatz und Madersperger Straße befinden sich einige imposante Jugendstilbauten, etwa das Sparkassen-Gebäude, das ehemalige Hotel Egger, die heutige Volksschule Stadt sowie das Bundesrealgymnasium.
- Pfarrkirche Kufstein-St. Vitus: Überragt wird die Altstadt von dem barocken Turm der St.-Vitus-Kirche. Sie wurde 1390–1420 erbaut und 1660–1661 barockisiert. Am nördlichen Rand der Altstadt ist die am Inn gelegene Wasserbastei sehenswert, ein Rest der mittelalterlichen Stadtmauer. In der ganzen Stadt verteilt gibt es viele Denkmäler, so jenes von Friedrich List, der sich 1846 in Kufstein das Leben nahm.  In der Kinkstraße befindet sich ein kleines Madersperger-Museum.
- Pfarrkirche Kufstein-Endach
- Pfarrkirche Kufstein-Sparchen
- Johanneskirche
- Eine Großzahl sehenswerter Villen aus der Gründerzeit befinden sich in den Ortsteilen Kienbichl und Mitterndorf.

Die 1998 wieder eingeführte Innschifffahrt (Mai bis Oktober) führte vom Fischergries über Kiefersfelden, Ebbs, Niederndorf bis nach Oberaudorf in Bayern. Es gab Pläne, die Schifffahrt bis 2009 bis nach Rosenheim auszudehnen. Hindernisse waren das dazwischenliegende Kraftwerk, Ausfälle durch Hochwässer sowie die mäßigen Passagierzahlen. Im Sommer 2010 wurde daher über die Einstellung der Schifffahrt diskutiert, die dann 2011 offiziell beschlossen wurde.
Einen historischen Blick auf Kufstein wirft der Schwarz-Weiß-Spielfilm Das fliegende Klassenzimmer von Erich Kästner. Dieser Spielfilm wurde 1953 vollständig in Kufstein gedreht. Der alte Sportplatz, Oberer und Unterer Stadtplatz und vieles mehr sind zu sehen.

### Musik
Im Kufsteinlied – Text und Melodie aus dem Jahr 1947, von Karl Ganzer (1920–1988) – wird die Festungsstadt auf der ganzen Welt besungen. Dieses Lied gilt als eines der meistgesungenen und als meistverkauftes (100 Millionen Mal) volkstümliches Lied der Welt. Das Lied verlieh der Stadt auch den Spruch Die Perle Tirols und dem Fluss den Beinamen Der grüne Inn. 2021 wurde dem Schöpfer des Liedes im Bereich des Vorplatzes des Festungsliftes am Ende der Römerhofgasse ein Denkmal gesetzt. Dieses zeigt eine Skulptur von Ganzer mit seiner Harmonika, sitzend auf einer Perle, die gleichzeitig auch den Globus darstellen soll.

### Parks
- Innpark (am Fischergries)
- Innpromenade (beiderseits des Inns im gesamten Stadtgebiet)
- Kalvarienberg (am Kienbichl, Andreas-Hofer-Denkmal)
- Kinkpark (in Endach)
- Stadtpark (im Stadtzentrum)
- Zellerberg (in Zell, Forstmeile, Naturlehrpfad)

### Regelmäßige Veranstaltungen
- Herbstmarkt Herbst Genusstag am 3. Oktober
- Kaiserfest
- Kufstein Unlimited (Festival seit 2011)
- Operettensommer (seit 2007 auf der Festung Kufstein)
- Night Shopping
- Ostermarkt
- Ritter-Fest (seit 2009 auf der Festung Kufstein)
- Seit 2021/2022: Lichtfestival auf der Festung Kufstein ab 27. Dezember bis Ende Jänner
- Weihnachtszauber auf der Festung
- Weihnachtsmarkt im Stadtpark
- Weinfest
- WoasstEh!-Wunderliche Kulturtage in Kufstein

### Sport
Der FC Kufstein spielt in der Regionalliga West. Die Sport-Union Kufstein Vikings wurden 2002 und 2004 Staatsmeister in der Austrian Baseball League. Die HC-Kufstein Dragons spielen in der Nationalen Amateur Hockey Liga. Der Basketballclub Pirlo Kufstein Towers spielt seit dem Aufstieg 2021 in der zweiten Basketball-Bundesliga.
Jährlich findet in der Kufstein Arena der Generali Bambini Cup statt, bei dem viele Nachwuchs-Tennisstars aus der ganzen Welt nach Kufstein kommen.
2005 und 2007 war Kufstein Etappenziel der Deutschland Radrundfahrt.

### Nachtleben
Viele Lokale gibt es vom Bahnhof über den Unteren und Oberen Stadtplatz bis zum Franz-Josefs-Platz und zur Georg-Pirmoser-Straße. Am nördlichen Stadtende in Sparchen und Eichelwang befinden sich weitere Lokale.

### Jugendzentrum Wühlmaus-Club
Der Wühlmaus-Club galt als erstes autonomes Jugendzentrum Österreichs in den 1970er-Jahren.

## Ehrenbürger
- Siegfried Dillersberger (* 21. Dezember 1942), ehem. Bürgermeister (1974–1987)
- Anton Karg (1. November 1835 bis 23. April 1919), ehem. Bürgermeister (1878–1882)
- Herbert Marschitz (* 28. Juli 1953), ehem. Bürgermeister (1992–2010)
- Hans F. Reisch (8. Juli 1907 bis 23. Juli 2004), Unternehmer und ehem. Bürgermeister (1938–1939)
- Rudolf Wahrstötter (15. Juli 1921 bis 26. November 2009), ehem. Bürgermeister (1959–1974)

## Persönlichkeiten
- Mario Andric (* 1998), Fußballspieler
- Lucas Auer (* 1994), Automobilrennfahrer
- Martin von Baumgartner (1473–1535), Bergwerkbesitzer und Palästinafahrer
- Nicole Billa (* 1996), sowohl in Österreich (2019 und 2021) als auch in Deutschland (2021) Fußballerin des Jahres
- Robert Blunder (* 1957), Schriftsteller und Hochschullehrer
- Johannes Bodner (* 1969), Politiker (ÖVP), 1. Landtagsvizepräsident
- Claus Dalpiaz (* 1971), Eishockeyspieler
- Siegfried Dillersberger (* 1942), Politiker (FPÖ) und ehemaliger dritter Nationalratspräsident
- Karl Dittrich (1928–1995), Unternehmer und Politiker (ÖVP)
- Marie Eder (1824–1908), Opernsängerin (Sopran)
- Alexander Erler (* 1997), Tennisspieler
- Thomas Filzer, Radiomoderator
- Karl Ganzer (1920–1988), Dichter und Vertoner des Kufsteinlieds
- Wolfgang Geier (* 1966), Journalist
- Pepi Gramshammer (1932–2019), Skirennläufer, Skilehrer und Hotelier
- Elisabeth Greiderer (* 1960), Politikerin (ÖVP)
- Sylvester Greiderer (1852–1924), deutsch-österreichischer Musiker, Komponist, Spielleiter und Dramatiker
- Claus Grießer (vor 1965), Schauspieler
- Max Grießer (1928–2000), Schauspieler
- Frank Gruber (* 1975), Schriftsteller
- Martina Gugglberger (* 1971), österreichische Historikerin und Universitätsprofessorin
- Edith Haller (* 1944), Politikerin (FPÖ)
- Karin Harrasser (* 1974), Medien- und Kulturwissenschaftlerin
- Dieter Heidecker (* 1954), Generalmajor
- Franz Hetzenauer (1911–2006), Politiker (ÖVP), Bundesminister für Inneres a. D.
- Sabine Hofer (* 1968), Kinderärztin
- Walter Holzner (1966–2007), Sportschütze und Paralympics-Teilnehmer
- Matthäus Hörfarter (1817–1896), Gründer des ersten Kindergartens in Tirol
- Katharina Horngacher (* 1941), Landwirtin und Politikerin (ÖVP)
- Armin Karrer (* 1968), Koch, mit zwei Sternen im Guide Michelin ausgezeichnet
- Franziska Kinz (1897–1980), Schauspielerin
- Armin Kircher (1966–2015), Kirchenmusiker und Komponist
- Eva Konrad (* 1979), Politikerin (Die Grünen)
- Helga Krismer-Huber (* 1972), Politikerin (Die Grünen)
- Markus Kronthaler (1967–2006), Alpinist und Bergführer
- Simone Kupfner (* 1996), Biathletin
- Manfred Linzmaier (* 1962), Fußballtrainer
- Hans Lucke (* 1901), Alpinist und Erstbesteiger
- Joseph Madersperger (1768–1850), Erfinder der Nähmaschine
- Johannes Paul Martin Zimmer (* 1958), Unternehmer und Autor
- Walter J. Mayr (* 1943), Politiker (ÖVP), Unternehmer, Gründer der FH Kufstein
- Josef Mühlbacher (1868–1933), Pfarrer in Zell, Bildhauer und Maler
- Anton Neuhauser (1866–1917), Geistlicher, zuletzt Pfarrer in Fuschl am See[51]
- Franz Nieberl (1875–1968), Kletterer, Bergsteiger und Autor von Kletterbüchern
- Johann Obersteiner (1824–1896), Komponist, der als Organist in Kufstein wirkte
- Lisa Osl (* 2000), Biathletin
- Christian Perthaler (* 1968), Eishockeyspieler
- Adolf Pichler (1819–1900), Schriftsteller
- Günter Pichler (* 1940), Musiker und Hochschullehrer
- Harald Pickert (1901–1983), Grafiker
- Christian Planer (* 1975), Sportschütze
- Harald Planer (* 1978), Fußballspieler
- Christofer Ranzmaier (* 1987), Politiker
- Johannes Rauch (* 1971), Politiker, Landtagsabgeordneter, ÖVP-Generalsekretär
- Franz Reisch (1863–1920), Kaufmann, Politiker, Tourismusförderer und Skipionier
- Hans F. Reisch (1907–2004), Unternehmer und Gründer von Spar Österreich sowie ehemaliger Bürgermeister
- Hans K. Reisch (* 1962), Unternehmer, Enkel von Hans F. Reisch
- Hans M. Reisch (1940–2015), Manager, Sohn von Hans F. Reisch
- Klaus Reisch (1941–1971), Automobilrennfahrer
- Max Reisch (1912–1985), Orient-Forscher und Schriftsteller
- Claus Josef Riedel (1925–2004), Unternehmer und Glas-Designer
- Cornelius Rost (1919–1983), Wehrmachtsoffizier und Vorlage für den Roman So weit die Füße tragen
- Rupert Sausgruber (* 1968), Wirtschaftswissenschaftler
- Nicole Schreyer (* 1977), Politikerin (Die Grünen) und Biologin
- Walther Simmer (1888–1986), Erfinder des Wellendichtrings (Simmerring)
- Erich Torggler (1899–1938), Maler des Expressionismus
- Walter Vogl (1927–1996), Jurist, Politiker und Landtagsabgeordneter
- Karl Wendlinger sen. (1943–2021), Automobilrennfahrer
- Karl Wendlinger (* 1968), Automobilrennfahrer
- Brigitte Weninger (* 1960), Schriftstellerin
- Franz von Wieser (1848–1923), Geograph, Kunsthistoriker und Hochschullehrer
- Christian Zawieschitzky (* 2007), österreichischer Fußballtorwart